# Suicidal Tendencies (album)
Albums de Suicidal Tendencies
Join the Army
(1987)
Suicidal Tendencies est le premier album du groupe éponyme, Suicidal Tendencies. Il est sorti en juillet 1983 sur le label Frontier Records.

## Liste des titres
1. Suicide's an Alternative / You'll Be Sorry – 2:44
2. Two Sided Politics – 1:03
3. I Shot the Devil – 1:51
4. Subliminal – 3:08
5. Won't Fall in Love Today – 0:59
6. Institutionalized – 3:49
7. Memories of Tomorrow – 0:57
8. Possessed – 2:07
9. I Saw Your Mommy... – 4:52
10. Fascist Pig – 1:17
11. I Want More – 2:28
12. Suicidal Failure – 2:53